# Live in Leipzig
Live in Leipzig prvi je koncertni album norveškog black metal-sastava Mayhem. Snimljen je u klubu Eiskeller u Leipzigu u Njemačkoj 26. studenog 1990., ali nije objavljen sve do 1993. Pjesme izvedene tijekom koncerta bile su s demoalbuma Pure Fucking Armageddon, EP-a Deathcrush i još nesnimljenog albuma De Mysteriis Dom Sathanas. Ovo je jedno od rijetkih službenih izdanja sastava s Deadom kao pjevačem, iako posthumno.

## Popis pjesama
| 1. | »Deathcrush«        | 4:37 |
| 2. | »Necrolust«         | 3:46 |
| 3. | »Funeral Fog«       | 6:31 |
| 4. | »The Freezing Moon« | 7:05 |
| 5. | »Carnage«           | 4:06 |
| 6. | »Carnage«           | 3:47 |

| Strana B | Strana B                  | Strana B | Strana B | Strana B | Strana B | Strana B | Strana B | Strana B | Strana B |
| Br.      | Skladba                   | Trajanje |          |          |          |          |          |          |          |
| -------- | ------------------------- | -------- | -------- | -------- | -------- | -------- | -------- | -------- | -------- |
| 7.       | »Buried by Time and Dust« | 5:29     |          |          |          |          |          |          |          |
| 8.       | »Pagan Fears«             | 7:00     |          |          |          |          |          |          |          |
| 9.       | »Chainsaw Gutsfuck«       | 5:07     |          |          |          |          |          |          |          |
| 10.      | »Pure Fucking Armageddon« | 3:10     |          |          |          |          |          |          |          |
| 11.      | »The Freezing Moon«       | 6:16     |          |          |          |          |          |          |          |
| 56:54    |                           |          |          |          |          |          |          |          |          |

## Recenzije
Kritičar s web-stranice AllMusic, Steve Huey, napisao je: "Uz nedostatak službenog materijala Mayhema koji sadrži ovu [klasičnu] postavu, to je neophodna stavka za predane fanove, unatoč ne baš idealnoj kvaliteti zvuka."
Njemački časopis Rock Hard uvrstio ga je na popis "250 Black-Metal-Alben, die man kennen sollte" ("250 Black-Metal albuma koje biste trebali znati").

## Zasluge
| Mayhem - Dead – vokal - Euronymous – gitara - Necrobutcher – bas-gitara - Hellhammer – bubnjevi | Ostalo osoblje - TheOldNick – grafički dizajn |